# Franz Oppenheimer

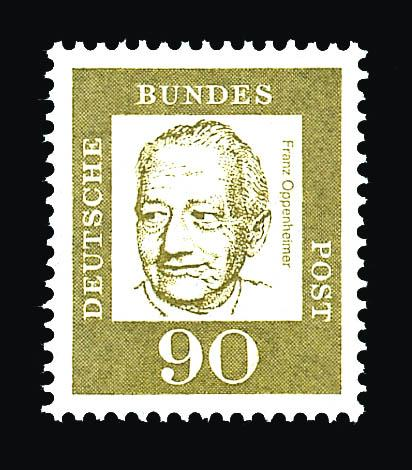
Franz Oppenheimer, pe un timbru emis de Poșta Germană

Franz Oppenheimer (n. 30 martie 1864, Berlin - d. 30 septembrie 1943, Los Angeles) a fost un sociolog și economist german, cel mai bine cunoscut pentru lucrările sale despre sociologia fundamentală a statului. Cartea sa, Statul: Istoria și dezvoltarea sa văzută dintr-o perspectivă sociologică, a fost un prototip teoretic pentru Rothbardianism, mișcarea ce avea să se dezvolte în jurul economistului Murray N. Rothbard.